# Morastrands köping
Morastrand var en tidigare köping i Kopparbergs län. Dess område ingår sedan 1971 i Mora kommun.

## Administrativ historik
Den 6 oktober 1893 inrättades Morastrands municipalsamhälle inom Mora landskommun. Detta bröts sedan ut 1 januari 1908 (enligt beslut den 7 mars 1902 och 30 augusti 1907) och bildade Morastrands köping. Den nya köpingen hade 1 198 invånare vid utbrytningen, och omfattade 1 januari 1911 en areal av 1,18 km² (varav allt land).
Köpingens territorium utökades flera gånger: 
- 1 januari 1936 (enligt beslut den 15 mars 1935) överfördes till köpingen från Mora landskommun vissa områden med 119 invånare och med en areal av 1,49 km², varav 0,50 km² land.[3][4]
- 1 januari 1948 (enligt beslut den 28 mars 1947) överfördes till köpingen från Mora landskommun ett område med 1 488 invånare och omfattande en areal av 8,10 kvadratkilometer, varav 6,70 land.[5]
- 1 januari 1958 överfördes till köpingen från Mora landskommun ett område (Hemuls-By) med 6 invånare och omfattande en areal av 0,11 kvadratkilometer, varav 0,08 land.[6]

Köpingen uppgick 1 januari 1959 med landskommunen i Mora köping som sedan 1971 utgör en del av Mora kommun. När köpingen upplöstes hade den 3 764 invånare och omfattade en areal av 10,88 km², varav 8,46 km² land.
I kyrkligt hänseende hörde köpingen till Mora församling.

## Heraldiskt vapen
Blasonering: I fält av silver en stolpe och en stam förenade, båda blå.
Vapnet antogs 1947.

## Geografi
Morastrands köping omfattade den 1 januari 1911 en areal av 1,18 km², varav allt land. 1 januari 1931 omfattade köpingen en areal av 1,80 km², varav 1,20 km² land. Skillnaden berodde på att hela Kopparbergs län hade mätts om sedan 1920. 1 januari 1952 omfattade köpingen en areal av 10,77 km², varav 8,38 km² land.

## Befolkningsutveckling
| Befolkningsutvecklingen i Morastrands köping 1910–1955                                                      | Befolkningsutvecklingen i Morastrands köping 1910–1955 | Befolkningsutvecklingen i Morastrands köping 1910–1955 | Befolkningsutvecklingen i Morastrands köping 1910–1955 | Befolkningsutvecklingen i Morastrands köping 1910–1955 |
| --- | ------------------------------------------------------ | ------------------------------------------------------ | ------------------------------------------------------ | ------------------------------------------------------ |
| |                                                        |                                                        |                                                        |                                                        |
| År |                                                        |                                                        | Folkmängd                                              |                                                        |
| 1910 | 1910                                                   |                                                        | 1 277                                                  |                                                        |
| 1915 | 1915                                                   |                                                        | 1 346                                                  |                                                        |
| 1920 | 1920                                                   |                                                        | 1 446                                                  |                                                        |
| 1925 | 1925                                                   |                                                        | 1 568                                                  |                                                        |
| 1930 | 1930                                                   |                                                        | 1 509                                                  |                                                        |
| 1935 | 1935                                                   |                                                        | 1 577                                                  |                                                        |
| 1940 | 1940                                                   |                                                        | 1 678                                                  |                                                        |
| 1945 | 1945                                                   |                                                        | 1 724                                                  |                                                        |
| 1950 | 1950                                                   |                                                        | 3 444                                                  |                                                        |
| 1955 | 1955                                                   |                                                        | 3 686                                                  |                                                        |
| Anm: Befolkning den 31 december angivet år enligt den administrativa indelningen den 1 januari följande år. |                                                        |                                                        |                                                        |                                                        |

## Politik

### Mandatfördelning i valen 1938-1954
| 9 | 5 | 6 |

| 20 |

| 9 | 6 | 5 |

| 20 |

| 1 | 8 | 6 | 5 |

| 18 |

| 12 |  | 9 | 3 |

| 23 |

| 12 |  | 8 | 4 |

| 21 | 4 |